# Thymbra capitata
Thymbra capitata, conhecida por tomilho-cabeçudo ou tomilho-de-Creta, é uma espécie de planta com flor pertencente à família Lamiaceae. 
A autoridade científica da espécie é (L.) Cav., tendo sido publicada em Elench. Pl. Hort. Matrit. 37. 1803.
Esta planta aromática que floresce preferencialmente no Verão, encontra-se distribuída pelo Sul da Europa e Norte de África.
Ocorre em matos secos tipicamente mediterrânicos e em solos calcários ou argilosos.

## Portugal
Trata-se de uma espécie presente no território português, nomeadamente em Portugal Continental.
Em termos de naturalidade é nativa da região atrás indicada.

## Protecção
Não se encontra protegida por legislação portuguesa ou da Comunidade Europeia.